# Exenterus tricolor
Exenterus tricolor är en stekelart som beskrevs av Per Abraham Roman 1913. Exenterus tricolor ingår i släktet Exenterus och familjen brokparasitsteklar. Arten är reproducerande i Sverige. Inga underarter finns listade i Catalogue of Life.